# Життя у рожевому кольорі
«Життя у рожевому кольорі» (фр. La Vie en Rose, La Môme) — французька художня біографічна драма Олів'є Даана 2007 року. Фільм зображує життя легендарної Едіт Піаф і названий за її головною піснею — «Життя у рожевому кольорі» [Архівовано 11 грудня 2018 у Wayback Machine.] (La vie en rose).
Головну роль грала Маріон Котіяр, яка здобула премію «Оскар» (ще одного «Оскара» отримав цей фільм за найкращий грим). У своїй ролі Маріон Котіяр втілила Едіт Піаф і як 18-річну вуличну співачку, і як психічно та тілесно виснажену жінку зовсім незадовго до її смерті у 1963 році.

## У ролях
- Маріон Котіяр — Едіт Піаф
- Жерар Депардьє — Луї Лепле
- Сільвія Тестю — Момон (Сімона Берто)
- Жан-П'єр Мартен — Марсель Сердан
- Еммануель Сеньє — Тітін
- Паскаль Греггорі — Луї Бар'є
- Катерина Алегре — Луїза Гасйон
- Жан-Поль Рув — Луї Гасйон
- Клотильда Куро — Анетта Меярд
- Марі-Армель Деґі — Маргарита Моно
- Марк Барбе — Реймон Асо
- Кароліна Рейно — Жіну

## Саундтрек
У фільмі «Життя у рожевому кольорі» звучать загалом 30 пісень Едіт Піаф шансонного жанру. Частина з них реставровані, наприклад Milord, La vie en rose та Non, je ne regrette rien, у виконанні самої співачки. Решту пісень, такі як Mon légionnaire виконують професійні співачки сьогодення.

## Нагороди

### 2008—Премія «Оскар»
- Найкращий грим
- Найкраща акторка — Маріон Котіяр

### 2008— ПреміяBAFTA
- Найкраща акторка — Маріон Котіяр
- Найкращий грим
- Найкращі костюми
- Найкраща музика — Крістофер Ганнінг

### 2008— Премія«Сезар»
- Найкраща акторка — Маріон Котіяр
- Найкраща операторська робота — Тецуо Нагата
- Найкращі костюми
- Найкращий звук
- Найкращі декорації

### 2008— Премія«Золотий глобус»
- Найкраща акторка музичного чи комедійного фільму — Маріон Котіяр

### 2008—Премія «Люм'єр»
- Найкраща акторка — Маріон Котіяр
- Приз глядачів — Олів'є Даан